# Чаяуита (язык)
Чаяуита (Balsapuertino, Cahuapa, Chawi, Chayabita, Chayahuita, Chayawita, Chayhuita, Paranapura, Shawi, Shayabit, Tshaahui) — индейский язык, который принадлежит кауапананской семье языков, на котором говорит народ чаяуита, проживающий на берегах рек Кауапанас, Паранапура, Сильяй, Шануси в Перу. Этот язык не может быть понятным для носителей языка хеберо (тоже принадлежит к кауапананским языкам), хотя есть некоторые совпадения в лексике, особенно некоторые термины из кечуа. Согласно статье 48 Конституции 1993 года, чаяуита является признанным языком в данном регионе. Имеет диалекты кауапана и чаяуита. В некоторых населённых пунктах существует двуязычная образовательная программа (2007).